# Juniperus phoenicea
Juniperus phoenicea L., 1753 è una specie arbustiva della famiglia delle Cupressaceae. Volgarmente noto come ginepro fenicio, ginepro licio, cedro liscio, sabína baccífera, falsa sabina (in quanto facilmente confondibile con il Juniperus sabina L., 1753), o sabina marittima è un elemento costitutivo della macchia mediterranea. 

## Descrizione
È una specie arbustiva e cespugliosa che può raggiungere gli 8 metri, con chioma verde scura. Ha un tronco diritto che diventa contorto in prossimità del mare, con scorza liscia, brunastra ed un po’ sfibrata longitudinalmente. Le foglie sono persistenti, squamiformi ed opposte, con forma ovale. Si tratta di una specie dioica a fiori unisessuali maschili e femminili costituiti da piccole spighe pendule; queste sono portate in amenti sui giovani rami laterali e terminali. I frutti sono dei galbuli rosso-bruni, globulari e penduli. Ha un sistema radicale molto robusto e adatto a penetrare anche dentro le rocce.

## Biologia
Ha crescita molto lenta ed è piuttosto longevo.

## Distribuzione e habitat
La specie è diffusa nella Spagna orientale, compresa Andorra, nella Francia meridionale, in una piccola parte dell'Italia nord-occidentale, sul versante ionico della penisola salentina e in Sardegna (in particolar modo nelle isole dell'Arcipelago della Maddalena).
Si trova su colline aride a substrato calcareo, in prossimità delle coste.

## Tassonomia
Sulla base di recenti studi la sottospecie Juniperus phoenicea subsp. turbinata andrebbe elevata al rango di specie a sé stante (Juniperus turbinata).

## Usi
Le sue bacche, o coccole sono molto apprezzate per l'estrazione di un olio essenziale chiamato essenza di ginepro che trova applicazione nella produzione di liquori come il gin e in medicina e veterinaria come fitoterapico.
Nonostante i rami siano tossici, in Libia, questi vengono usati dalle popolazioni locali per provocare aborti spontanei, grazie alla forte azione emmenagoga e stimolante le contrazioni uterine di diverse tossine presenti nella pianta (pinene, sabinene, sabinolo, geraniolo, e tannini).

## Sinonimi
- Juniperus lycia   L. (1753)
- Oxycedrus licia   Garsault (1764)
- Juniperus phoenicea   var. lobelii Guss. (1826)
- Juniperus phoenicea   fo.  megalocarpa  Maire (1941)
- Juniperus turbinata   Guss. (1844)
- Juniperis oophora   Kunze (1846)
- Juniperus phoenicea   var.  lycia  (L.) St.-Lag. (1847)
- Juniperus phoenicea   var.  sclerocarpa  Endl. (1847)
- Juniperus myosuros   Sénécl. (1854)
- Juniperus bacciformis   Carrière (1855)
- Juniperus phoenicea   var.  pyramidalis  Carrière (1855)
- Sabina bacciformis (Carrière) Antoine (1857)
- Sabina lycia  (L.) Antoine (1857)
- Sabina phoenicea   (L.) Antoine (1857)
- Juniperus langoldiana   Gordon (1862)
- Juniperus malacocarpa   Carrière (1867)
- Cupressus tetragona   Humb. & Bonpl. ex Carrière (1867)
- Juniperus phoenicea   var.  turbinate  (Guss.) Parl. (1868)
- Juniperus phoenicea   subsp.  turbinata  (Guss.) Nyman (1881)
- Cupressus devoniana   Beissn. (1891)
- Juniperus myurus   Beissn. (1891)
- Juniperus phoenicea   var.  prostrata  Willk. (1893)
- Sabinella phoenicea   (L.) Nakai (1938)
- Juniperus phoenicea   subsp.  eumediterranea  P. Lebreton & Thivend (1981)
- Juniperus turbinata   subsp.  canariensis  (Guyot & Manthou) Rivas Mart.,Wildpred & P. Pérez (1993)